# 46-й гвардейский ночной бомбардировочный авиационный полк
46-й гвардейский ночной бомбардировочный авиационный Таманский Краснознамённый и ордена Суворова полк (46-й гвардейский нбап, до 8 февраля 1943 года — 588-й ночной легкобомбардировочный авиационный полк), также известный как «ночные ведьмы»   — женский авиационный полк в составе ВВС СССР во время Великой Отечественной войны.

## История
Авиационный полк был сформирован в октябре 1941 года по приказу НКО СССР № 0099, от 8 октября 1941 года, «О сформировании женских авиационных полков ВВС Красной Армии» как 588-й ночной легкобомбардировочный авиационный полк. Руководила формированием Марина Раскова. Командиром полка была назначена капитан Евдокия Бершанская, лётчица с десятилетним стажем. Под её командованием полк сражался до окончания войны. Порой его шутливо называли: «Дунькин полк», с намёком на полностью женский состав и оправдываясь именем командира полка. Партийно-политическое руководство полком возглавила Мария Рунт.
Формирование, обучение и слаживание полка проводилось в городе Энгельс. Авиаполк отличался от прочих формирований тем, что был полностью женским. Созданные согласно тому же приказу два других женских авиаполка в ходе войны стали смешанными, но 588-й авиаполк до своего расформирования остался полностью женским: только женщины занимали все должности в полку от механиков и техников до штурманов и пилотов.
23 мая 1942 года полк вылетел на фронт, куда и прибыл 27 мая. Тогда его численность составляла 115 человек — большинство в возрасте от 17 до 22 лет. Полк вошёл в состав 218-й ночной бомбардировочной авиадивизии.
Маршал авиации Константин Вершинин:

«… Формирование объединения (Четвёртая Воздушная армия) мы закончили к 22 мая. А несколькими днями позже в состав армии влился 588-й ночной легкобомбардировочный авиационный полк, укомплектованный женщинами. Командиром здесь была старший лейтенант Е. Д. Бершанская, заместителем по политчасти — батальонный комиссар Е. Я. Рачкевич, начальником штаба — лейтенант И. В. Ракобольская. …

— Товарищ командующий, — позвонил мне командир 218-й дивизии Дмитрий Дмитриевич Попов, — докладываю: принял сто двенадцать барышень. И что я буду делать с ними? — В голосе Попова проскальзывала досада. — Они не барышни, Дмитрий, Дмитриевич, а полноценные лётчицы, — ответил я полковнику. — И, как все будут воевать с врагом. Только не сразу посылай их в пекло, постепенно вводи в строй. Запланируй им пока ознакомительные полёты к линии фронта, пусть изучают район боевых действий, привыкают к фронтовой обстановке. … В дальнейшем комдив постоянно информировал меня об учёбе и боевых делах женского полка. В начале июня он снова доложил: — Сегодня был на партсобрании у Бершанской. Вы знаете, товарищ командующий, какое они приняли решение? Работать так, чтобы полк стал одним из лучших в армии. — Вот видишь, а ты говорил „барышни“… Они ещё покажут, на что способны советские девчата! Это ведь воспитанницы Героя Советского Союза Марины Михайловны Расковой. … Полк и в самом деле быстро вошёл в строй, отлично воевал, неустанно совершенствуя тактику бомбометания ночью, нанося противнику ощутимые потери. Впоследствии он был преобразован в 46-й гвардейский. Не случайно пленные гитлеровцы называли По-2 „ночными фельдфебелями“: они постоянно висели над окопами и траншеями, и некуда было от них деться. …».— Вершинин К. А. Четвёртая воздушная. — М.: Воениздат, 1975.
Первый боевой вылет состоялся 12 июня 1942 года.

«… В ночь на 9 июня женский полк принял первое боевое крещение. Провожать экипажи в полёт пришли командир дивизии Д. Д. Попов и комиссар А. С. Горбунов. На задание вылетали экипажи Е. Д. Бершанской, командиров эскадрилий С. Амосовой и Л. Ольховской. Им предстояло нанести бомбовый удар по живой силе противника в районе Снежного и Никифоровки. При подходе к цели вражеские зенитки обстреляли самолёт Бершанской. Маневрируя, она вышла к намеченному пункту и с высоты 600 метров сбросила бомбы. Её примеру последовал экипаж Амосовой. В это время зенитный огонь усилился. Несколько осколков угодило в машину Бершанской, но лётчица не растерялась и сумела вывести самолёт из-под обстрела. Так же поступила и Амосова. А вот третьему экипажу не повезло. Во время бомбежки Л. Ольховская и В. Тарасова получили тяжёлые ранения и в районе посёлка Красный Луч произвели вынужденную посадку. Там местные жители и похоронили отважных девушек. …».— Вершинин К. А. Четвёртая воздушная. — М.: Воениздат, 1975
Приказом НКО СССР № 64, от 8 февраля 1943 года, за мужество и героизм личного состава, проявленные в боях с немецко-фашистскими захватчиками, полку было присвоено почётное звание «Гвардейский», новый № сил и он был преобразован в 46-й гвардейский ночной бомбардировочный авиационный полк. Некоторое время начальником штаба полка была Мария Фортус, затем — Ирина Ракобольская.
В период с 11 июля 1943 года по 31 марта 1944 года полк находился в составе 132-й бомбардировочной авиационной дивизии, где принимал участие в Крымской наступательной операции.
С 15 мая 1944 года входил в состав 325-й ночной бомбардировочной авиадивизии.
В ходе освобождения Крыма в мае 1944 года полк временно входил в состав 2-й гвардейской ночной бомбардировочной авиадивизии.
Немцы прозвали их «Ночными Ведьмами» (нем. Nachthexen) за то, что все боевые вылеты были исключительно ночными, а перед пикированием на вражеские позиции пилоты отключали моторы на своих бипланах По-2 и оставался слышим лишь негромкий шелест воздуха под крыльями, похожий на звук метлы.
15 октября 1945 года полк был расформирован, а большинство лётчиц демобилизовано.

## Боевой путь
- 12 июня 1942 года состоялся первый боевой вылет полка. Тогда это была территория Сальских степей. Тогда же полк понёс первые потери.
- До августа 1942 года полк сражался на реках Миус, Дон и в пригородах Ставрополя.
- С августа по декабрь 1942 года полк участвовал в обороне Владикавказа.
- В январе 1943 года полк принимал участие в прорыве оборонительных линий противника на реке Терек.
- С марта по сентябрь 1943 года лётчицы полка участвовали в прорыве обороны «Голубой линии» на Таманском полуострове и освобождении Новороссийска.
- Воздушные сражения на Кубани — с апреля по июль 1943 года
- С ноября 1943 по 1944 года полк участвовал в Керченско-Эльтигенской десантной операции и Крымской наступательной операции.
- В июне-июле 1944 года полк сражался в Белоруссии, помогая освобождать Могилёв, Червень, Минск, Белосток.
- С августа 1944 года полк действовал на территории Польши, участвовал в освобождении Августова, Варшавы, Остроленка.
- В январе 1945 года полк сражался в Восточной Пруссии.
- В марте 1945 года гвардейцы полка участвовали в освобождении Гдыни и Гданьска.
- В апреле 1945 года и до окончания войны полк помогал в прорыве обороны противника на Одере.

За три года боёв полк ни разу не уходил на переформирование.

## Вооружение
Полк был оснащён самолётами У-2. При формировании в полку было 20 самолётов, потом их численность возросла до 45. На окончание войны в строю было 36 боевых самолётов.
Самолёты У-2 были разработаны конструкторским бюро Поликарпова в 1928 году. Эти самолёты имели ряд модификаций для применения в сельскохозяйственной, почтовой, медицинской и пассажирской авиации и первоначально не предназначались для боевых операций. У-2 могли летать на низкой высоте со скоростью около 100 км/ч, что делало их неуязвимыми к атакам врага. Конструкция самолёта была выполнена из деревянного каркаса с фанерной и полотняной обшивкой, из-за чего немцы дали ему прозвище «рус-фанер».

Наш учебный самолёт создавался не для военных действий. Деревянный биплан с двумя открытыми кабинами, расположенными одна за другой, и двойным управлением — для лётчика и штурмана. (До войны на этих машинах лётчики проходили обучение). Без радиосвязи и бронеспинок, способных защитить экипаж от пуль, с маломощным мотором, который мог развивать максимальную скорость 120 км/час. На самолёте не было бомбового отсека, бомбы привешивались в бомбодержатели прямо под плоскости самолёта. Не было прицелов, мы создали их сами и назвали ППР (проще пареной репы). Количество бомбового груза менялось от 100 до 300 кг. В среднем мы брали 150—200 кг. Но за ночь самолёт успевал сделать несколько вылетов, и суммарная бомбовая нагрузка была сравнима с нагрузкой большого бомбардировщика.
— И. В. Ракобольская, Н. Ф. Кравцова. Нас называли ночными ведьмами
Низкая скорость и малая высота полета превратились в преимущества во время ночных боевых операций. Летчицы могли подлетать к цели с приглушенными двигателями, что позволяло им совершать точные бомбовые удары. Благодаря конструкции биплана с двумя крыльями большой площади самолёт мог планировать при выключенном двигателе. На узлах подвески самолёта могло располагаться до 350 килограммов боевого оружия, что составляло почти треть веса пустого самолёта.
Управление было сдвоенным: самолётом возможно было управлять и пилоту, и штурману. Были случаи, когда штурманы приводили на базу и сажали самолёты после того, как пилот погибала. До августа 1943 года лётчицы не брали с собой парашюты, предпочитая взять вместо них ещё 20 кг бомб.
Пулемёты на самолётах также появились только в 1944 году. До этого единственным вооружением для защиты от вражеских истребителей на борту были пистолеты ТТ лётчиков и штурманов.

## Боевые действия
В ходе боевых действий лётчицы авиаполка произвели 23 672 боевых вылета. Из них:
- Битва за Кавказ — 2920 вылетов;
- освобождение Кубани, Тамани, Новороссийска — 4623 вылета;
- освобождение Крыма — 6140 вылетов;
- освобождение Белоруссии — 400 вылетов;
- освобождение Польши — 5421 вылет;
- битва в Германии — 2000 вылетов.

Перерывы между вылетами составляли 5—8 минут, порой за ночь экипаж совершал по 6—8 вылетов летом и 10—12 зимой. Всего самолёты находились в воздухе 28 676 часов (1191 полных суток). Лётчицами было сброшено более 3 тысяч тонн бомб, 26 000 зажигательных снарядов. Полк уничтожил и повредил 17 переправ, 9 железнодорожных поездов, 2 железнодорожные станции, 26 складов, 12 цистерн с горючим, 176 автомобилей, 86 огневых точек, 11 прожекторов. Было вызвано 811 пожаров и 1092 взрыва большой мощности. Также, было сброшено 155 мешков с боеприпасами и продовольствием окружённым советским войскам.

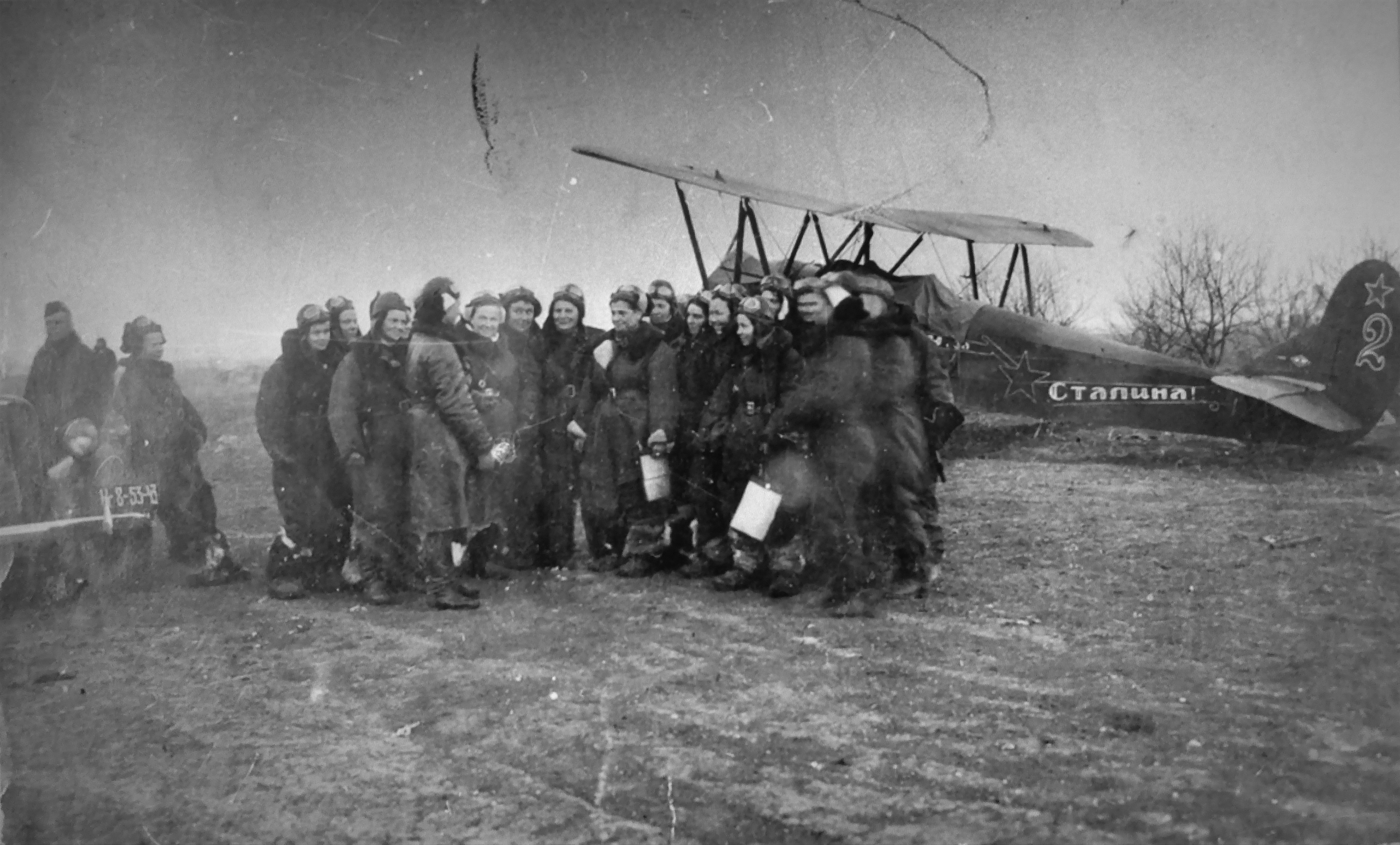
Групповой снимок девушек-летчиков 46-го гвардейского НБАП перед самолетом У-2

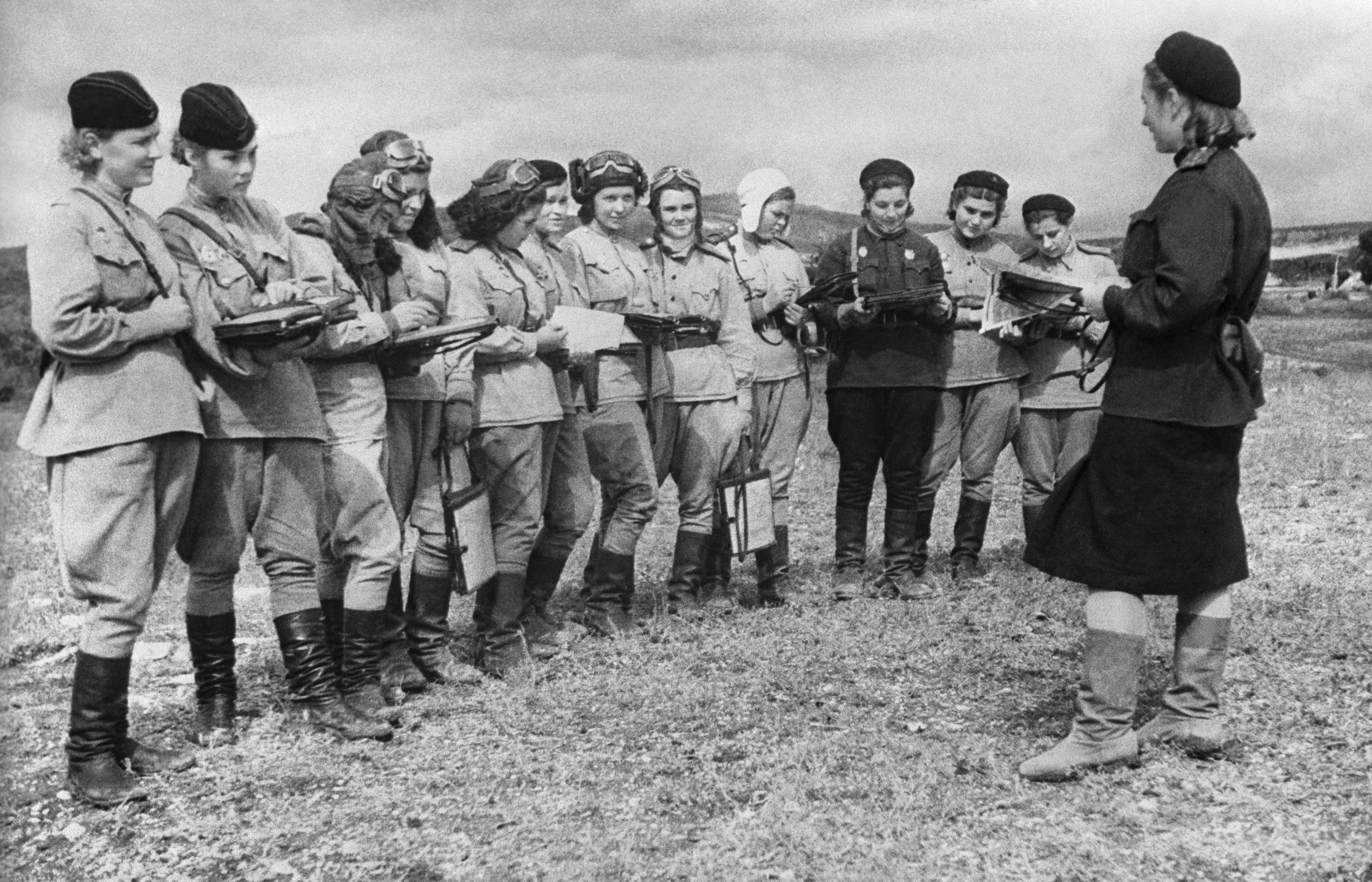
Заместитель командира 46-го гвардейского НБАП С. Амосова ставит боевую задачу лётчицам

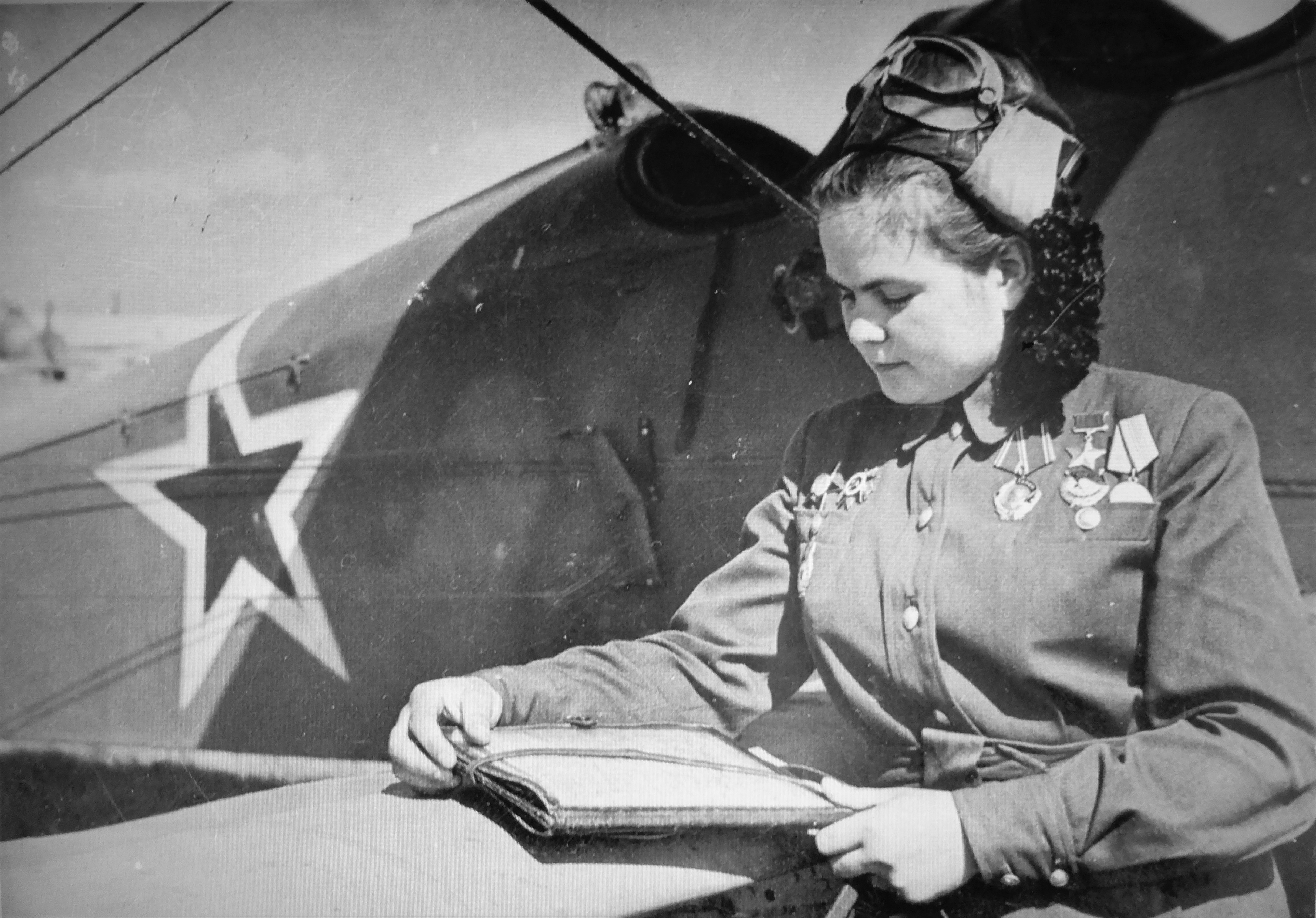
Штурман Е. В. Рябова у самолёта У-2

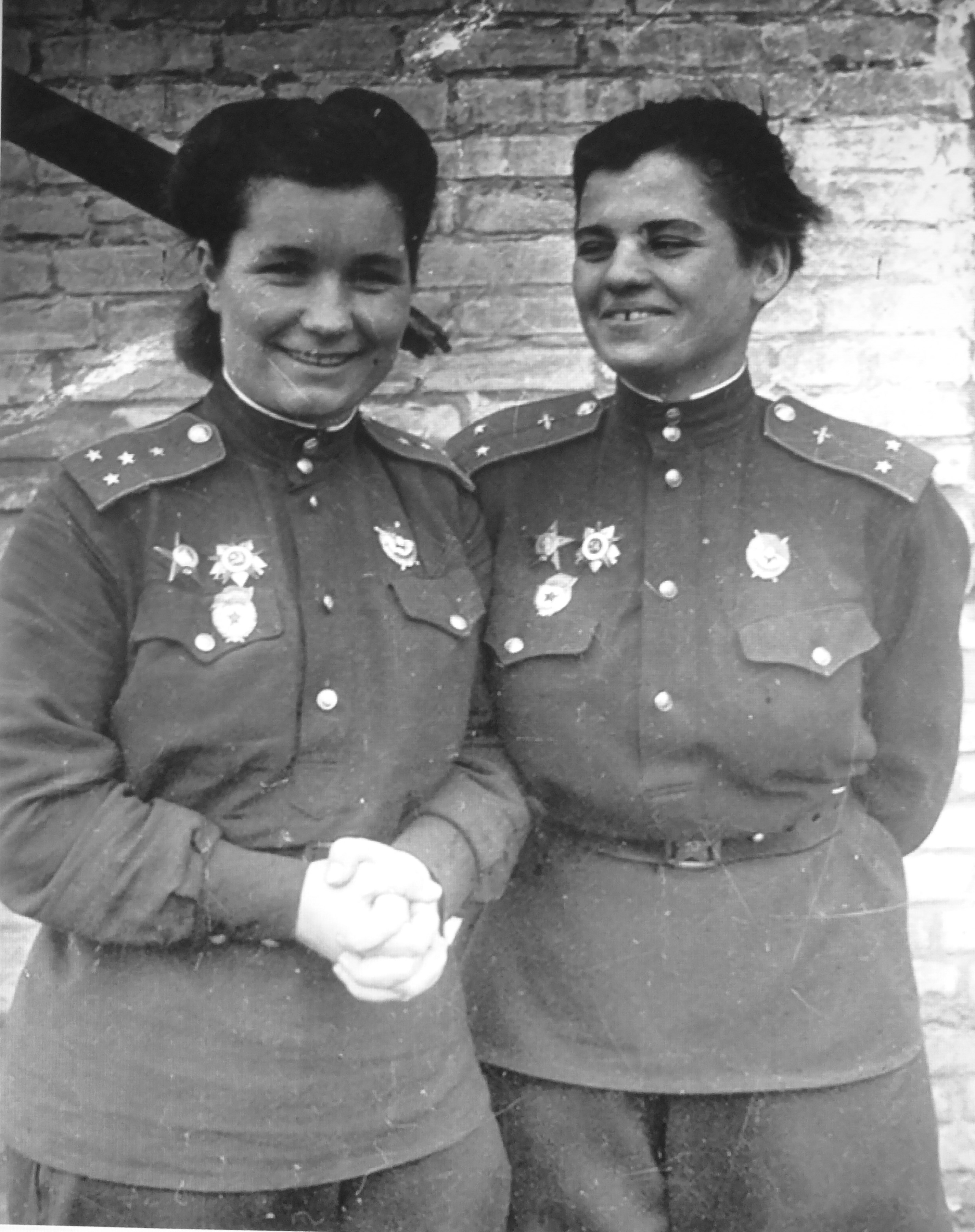
Летчики 46-го НБАП гвардии капитан С.Т. Амосова и гвардии лейтенант М.П. Чечнева

## Состав полка
Все военнослужащие полка отсортированы в списке по именам.
| Должность                                                   | Имя Фамилия |
| ----------------------------------------------------------- | --- |
| Командир полка                                              | - Евдокия Бершанская (Бочарова) |
| Комиссар, заместитель командира полка по политической части | - Евдокия Рачкевич |
| Заместитель командира полка по лётной части                 | - Серафима Амосова |
| Начальник штаба полка                                       | - Ирина Ракобольская - Мария Фортус |
| Начальник оперативного отдела штаба полка                   | - Анна Еленина |
| Начальник строевого отдела штаба полка                      | - Раиса Маздрина - Ольга Фетисова |
| Начальник шифровального отдела штаба полка                  | - Нина Волкова |
| Начальник химической службы                                 | - Тамара Гумилевская |
| Начальник связи                                             | - Валентина Ступина - Хиуаз Доспанова |
| Начальник особого отдела                                    | - Зинаида Горман |
| Парторг полка                                               | - Мария Рунт |
| Комсорг полка                                               | - Александра Хорошилова |
| Писарь штаба                                                | - Нина Колбасина - Нина Сердюк |
| Машинистка штаба                                            | - Анна Душина |
| Адъютант командира полка                                    | - Анна Смирнова |
| Врач полка                                                  | - Валентина Максимова - Надежда Мартынова - Ольга Жуковская |
| Командир эскадрильи                                         | - Евдокия Никулина - Любовь Ольховская - Марина Чечнева - Мария Смирнова - Надежда Попова - Ольга Санфирова - Полина Макагон |
| Комиссар эскадрильи                                         | - Ирина Дрягина - Ксения Карпунина |
| Адъютант эскадрильи                                         | - Анастасия Шарова - Антонина Ефимова - Лидия Николаева - Мария Ольховская - Мэри Жуковицкая |
| Заместитель командира эскадрильи                            | - Вера Тихомирова - Евдокия Носаль - Зоя Парфёнова - Магуба Сыртланова - Мария Тепикина - Антонина Худякова |
| Командир звена                                              | - Евгения Жигуленко - Екатерина Олейник - Екатерина Пискарёва - Ирина Себрова - Клавдия Серебрякова - Наталья Меклин - Нина Распопова - Нина Ульяненко - Раиса Аронова - Раиса Юшина - Татьяна Макарова |
| Лётчик                                                      | - Августина Артемьева - Анна Амосова - Анна Высоцкая - Анна Дудина - Анна Малахова - Анна Путина - Валентина Перепеча - Валентина Полунина - Евгения Крутова - Евгения Попова - Елизавета Казберук - Зоя Соловьёва - Ирина Кузнецова - Калерия Рыльская - Клавдия Рыжкова - Лилия Тормосина - Любовь Мищенко - Людмила Горбачёва - Людмила Клопкова (Яковлева) - Людмила Корниенко - Мария Акилина - Мария Никитина - Мария Рукавицина - Мария Сергеевна - Мира Паромова - Надежда Ежова - Надежда Тропаревская - Нина Алцыбеева - Нина Бекаревич - Панна Прокопьева - Прасковья Белкина - Прасковья Прасолова - Софья Кокош - Софья Рогова - Таисия Володина - Таисия Фокина - Татьяна Осокина - Юлия Пашкова                                                                                              |
| Штурман полка                                               | - Евгения Руднева - Лариса Розанова - Софья Бурзаева |
| Штурман эскадрильи                                          | - Александра Акимова - Вера Тарасова - Евдокия Пасько - Екатерина Рябова - Лидия Свистунова - Ольга Клюева - Руфина Гашева - Татьяна Сумарокова |
| Штурман звена                                               | - Вера Белик - Екатерина Тимченко - Лариса Радчикова - Галина Докутович - Нина Реуцкая - Ольга Яковлева - Полина Гельман - Ольга Голубева |
| Штурман                                                     | - Александра Попова - Анастасия Пинчук - Анастасия Цуранова - Анна Волосюк - Анна Бондарева - Анна Петрова - Антонина Павлова - Антонина Розова - Валентина Лучинкина - Валентина Пустовойтенко - Вера Хуртина - Галина Беспалова - Евгения Гламаздина - Евгения Павлова - Евгения Сухорукова - Екатерина Меснянкина - Елена Никитина - Елена Саликова - Зинаида Петрова - Ирина Глатман - Ирина Каширина - Клавдия Старцева - Ксения Чехович - Лидия Демешова - Лидия Голубова - Лидия Лаврентьева - Лидия Лошманова - Лидия Целовальникова - Лилия Жданова - Любовь Мащенко - Любовь Шевченко - Мария Виноградова - Мэри Авидзба - Надежда Комогорцева - Надежда Студилина - Нина Данилова - Полина Петкилева - Полина Ульянова - Софья Водяник - Тамара Фролова - Татьяна Костина - Татьяна Масленникова |
| Старший инженер полка                                       | - Софья Озеркова |
| Старший техник эскадрильи                                   | - Вера Дмитриенко - Евдокия Коротченко - Зинаида Радина - Мария Щелканова - Руфина Прудникова - Татьяна Алексеева |
| Техник звена                                                | - Александра Платонова - Александра Радько - Анна Столбикова - Антонина Вахромеева - Антонина Калинкина - Екатерина Титова - Галина Лядская - Галина Пилипенко - Галина Пономаренко - Ольга Евполова - Софья Лаврентьева - Таисия Коробейникова |
| Механик                                                     | - Алевтина Казанцева - Александра Османцева - Анжелика Ирлина - Анна Егорова - Анна Кириленко - Анна Шерстнева - Антонина Иванова - Антонина Рудакова - Валентина Абросимова - Валентина Шеянкина - Вера Маменко - Вера Огий - Галина Климова - Галина Корсун - Евгения Журавлёва - Екатерина Бройко - Елена Паклина - Елена Турянская - Елизавета Рыбальченко - Зинаида Кузьменко - Ирина Казачина - Клавдия Глебова - Любовь Варакина - Людмила Масленникова - Мария Кропина - Мария Мироненко - Матрёна Юродьева - Нина Егорова - Раиса Харитонова - Тамара Мелузова |
| Инженер полка по вооружению                                 | - Надежда Стрелкова |
| Старший техник эскадрильи по вооружению                     | - Зинаида Вишнёва - Лидия Гогина - Любовь Ермакова - Мария Логачева - Мария Марина - Нина Бузина |
| Мастер по вооружению                                        | - Александра Кондратьева - Анна Глинина - Анна Зарубина - Анна Касьянова - Анна Медведева - Анна Паршина - Анна Сергеева - Анна Шептурова - Валентина Андрусенко - Вера Васильева - Галина Комкова - Галина Серова - Екатерина Глазкова - Елена Борисова - Зинаида Романова - Зинаида Шароевская - Клавдия Лопухина - Лидия Трошева - Любовь Бутенко - Любовь Хотина - Мария Головкова - Мария Прохорская - Мария Федотова - Надежда Ларина - Нина Горелкина - Ольга Ерохина - Полина Эйдлина - Прасковья Косова - Пелагея Тучина - Татьяна Ломакина - Татьяна Щербинина - Уира Дмитриева - Андрианова - Головко - Гражданкина - Мокрицкая - Полежаева - Попушева - Соколова - Хлапова |
| Инженер полка по спецоборудованию                           | - Клавдия Илюшина |
| Техник по спецоборудованию                                  | - Валентина Румянцева - Вера Бондаренко - Зоя Васильева - Рахима Орлова - Юлия Ильина |
| Мастер по оборудованию                                      | - Валентина Князева - Панна Колокольникова - Евгения Сапронова - Нина Мальцева - Александра Лаптева - Нина Гусева - Борисова |
| Укладчик парашютов                                          | - Екатерина Ткаченко - Лидия Махова - Нина Худякова |

## Потери
Безвозвратные боевые потери полка составили 23 человека и 28 самолётов. Несмотря на то, что лётчицы гибли за линией фронта, ни одна из них не считается пропавшей без вести. После войны комиссар полка Евдокия Рачкевич на деньги, собранные всем полком, объездила все места, где гибли самолёты, и разыскала могилы всех погибших.
Самой трагичной в истории полка стала ночь на 1 августа 1943 года, когда было потеряно сразу четыре самолёта. Немецкое командование, раздражённое постоянными ночными бомбёжками, перебросило на участок действий полка группу ночных истребителей. Это стало полной неожиданностью для советских лётчиц, которые не сразу поняли, почему бездействует вражеская зенитная артиллерия, но один за другим загораются самолёты. Когда пришло понимание, что против них выпустили ночные истребители Messerschmitt Bf.110, полёты были прекращены, но до этого немецкий лётчик-ас, только утром ставший кавалером Рыцарского креста Железного креста Йозеф Коциок успел сжечь в воздухе вместе с экипажами три советских бомбардировщика, на которых не было парашютов. Ещё один бомбардировщик был потерян из-за огня зенитной артиллерии. В ту ночь погибли: Анна Высоцкая со штурманом Галиной Докутович, Евгения Крутова со штурманом Еленой Саликовой, Валентина Полунина со штурманом Глафирой Кашириной, Софья Рогова со штурманом Евгенией Сухоруковой.
Однако помимо боевых, были и иные потери. Так, 22 августа 1943 года в госпитале от туберкулёза умерла начальник связи полка Валентина Ступина. А 10 апреля 1943 года уже на аэродроме один самолёт, садясь в темноте, сел прямо на другой, только что приземлившийся. В итоге лётчицы Полина Макагон и Лидия Свистунова погибли сразу, Юлия Пашкова скончалась от полученных ранений в госпитале. В живых осталась только одна лётчица — Хиуаз Доспанова, которая получила тяжелейшие травмы — у неё были перебиты ноги. Однако после нескольких месяцев госпиталей девушка вернулась в строй, хотя из-за неправильно сросшихся костей она стала инвалидом 2-й группы.
Также погибали экипажи ещё и до отправки на фронт, в катастрофах во время обучения.

## Награды
| Награда (наименование)            | Дата награждения                               | За что получена |
| --------------------------------- | ---------------------------------------------- | --- |
| Почётное звание «Гвардейский»     | Приказ НКО СССР № 64 от 8 февраля 1943 года    | За мужество и героизм личного состава, в боях с немецкими захватчиками.                                                                                |
| Почётное наименование «Таманский» | Приказ ВГК № 31 от 9 октября 1943 года         | за отличия в боях за освобождение Таманского полуострова.                                                                                              |
| Орден Красного Знамени            | Указ Президиума ВС СССР от 24 апреля 1944 года | За образцовое выполнение заданий командования в боях за освобождение города Феодосии и проявленные при этом доблесть и мужество.                       |
| Орден Суворова III степени        | Указ Президиума ВС СССР от 5 апреля 1945 года  | За образцовое выполнение заданий командования в боях с немецкими захватчиками, за овладение городом Кезлин и проявленные при этом доблесть и мужество. |

- Более 250 девушек полка были награждены орденами и медалями.

## Герои Советского Союза, России и Казахстана
За годы войны 23 военнослужащим полка было присвоено звание Героя Советского Союза:
1. Гвардии ст. лейтенант Аронова Раиса Ермолаевна — 960 боевых вылетов. Награждена 15 мая 1946 года.
2. Гвардии ст. лейтенант Белик Вера Лукьяновна — 813 боевых вылетов. Награждена посмертно 23 февраля 1945 года.
3. Гвардии ст. лейтенант Гашева Руфина Сергеевна — 848 боевых вылетов. Награждена 23 февраля 1945 года.
4. Гвардии ст. лейтенант Гельман Полина Владимировна — 869 боевых вылетов. Награждена 15 мая 1946 года.
5. Гвардии ст. лейтенант Жигуленко Евгения Андреевна — 968 боевых вылетов. Награждена 23 февраля 1945 года.
6. Гвардии ст. лейтенант Макарова Татьяна Петровна — 628 боевых вылетов. Награждена посмертно.
7. Гвардии ст. лейтенант Меклин Наталья Фёдоровна — 980 боевых вылетов. Награждена 23 февраля 1945 года.
8. Гвардии майор Никулина Евдокия Андреевна — 740 боевых вылетов. Награждена 26 октябрь 1944 года.
9. Гвардии лейтенант Носаль Евдокия Ивановна — 354 боевых вылета. Награждена посмертно. Первая женщина-лётчик, удостоенная звания Героя Советского Союза в ходе Великой Отечественной войны.
10. Гвардии ст. лейтенант Парфёнова Зоя Ивановна — 680 боевых вылетов. Награждена 18 августа 1945 года. Участница Парада Победы.
11. Гвардии ст. лейтенант Пасько Евдокия Борисовна — 790 боевых вылетов.
12. Гвардии капитан Попова Надежда Васильевна — 853 боевых вылета.
13. Гвардии ст. лейтенант Распопова Нина Максимовна — 805 боевых вылетов.
14. Гвардии капитан Розанова Лариса Николаевна — 793 боевых вылета.
15. Гвардии ст. лейтенант Руднева Евгения Максимовна — 645 боевых вылетов. Награждена посмертно.
16. Гвардии ст. лейтенант Рябова Екатерина Васильевна — 890 боевых вылетов.
17. Гвардии капитан Санфирова Ольга Александровна — 630 боевых вылетов. Награждена посмертно.
18. Гвардии ст. лейтенант Себрова Ирина Фёдоровна — 1004 боевых вылета.
19. Гвардии капитан Смирнова Мария Васильевна — 950 боевых вылетов.
20. Гвардии ст. лейтенант Сыртланова Магуба Гусейновна — 780 боевых вылетов. Награждена 15 мая 1946 года.
21. Гвардии ст. лейтенант Ульяненко Нина Захаровна — 915 боевых вылетов. Награждена 18 августа 1945 года.
22. Гвардии ст. лейтенант Худякова Антонина Фёдоровна — 926 боевых вылетов.
23. Гвардии капитан Чечнева Марина Павловна — 810 боевых вылетов. Награждена 15 мая 1946 года.

В 1995 году звание Героя России получили ещё два штурмана полка:
- Гвардии ст. лейтенант Акимова Александра Фёдоровна — 680 боевых вылетов.
- Гвардии ст. лейтенант Сумарокова Татьяна Николаевна — 809 боевых вылетов.

Звания «Народный Герой» (Казахстан) удостоилась одна лётчица:
- Гвардии ст. лейтенант Доспанова Хиуаз Каировна — более 300 боевых вылетов.

## Благодарности Верховного Главнокомандующего
Воинам полка в составе 325-й ночной бомбардировочной авиадивизии объявлены благодарности Верховного Главнокомандующего:
- За отличие в боях при прорыве обороны немцев на Могилевском направлении и форсирование реки Проня западнее города Мстиславль, при занятии районного центра Могилевской области — города Чаусы и освобождении более 200 других населенных пунктов, среди которых Черневка, Ждановичи, Хоньковичи, Будино, Васьковичи, Темривичи и Бординичи[20].
- За отличие в боях при овладении штурмом овладели крупным областным центром Белоруссии городом Могилёв — оперативно важным узлом обороны немцев на минском направлении, а также овладении с боями городов Шклов и Быхов[21].
- За отличие в боях при овладении городом и крупным промышленным центром Белосток — важным железнодорожным узлом и мощным укрепленным районом обороны немцев, прикрывающим пути к Варшаве[22].
- За отличие в боях при овладении штурмом городом и крепостью Осовец — мощным укрепленным районом обороны немцев на реке Бобр, прикрывающим подступы к границам Восточной Пруссия[23].
- За отличие в боях при овладении городом и крепостью Ломжа — важным опорным пунктом обороны немцев на реке Нарев[24].
- За отличие в боях при овладении штурмом города Пшасныш (Прасныш), городом и крепостью Модлин (Новогеоргиевск) — важными узлами коммуникаций и опорными пунктами обороны немцев, а также при занятии с боями более 1000 других населенных пунктов[25].
- За отличие в боях при овладении городами Млава и Дзялдов (Зольдау) — важными узлами коммуникаций и опорными пунктами обороны немцев на подступах к южной границе Восточной Пруссии и городом Плоньск — крупным узлом коммуникаций и опорным пунктом обороны немцев на правом берегу Вислы[26].
- За отличие в боях при выходе на побережье Балтийского моря и при овладении городом Кёзлин — важным узлом коммуникаций и мощным опорным пунктом обороны немцев на путях из Данцига в Штеттин, отсечение войск противника в Восточной Померании от его войск в Западной Померании[27].
- За отличие в боях при овладении городом и крепостью Грудзёндз (Грауденц) — мощным узлом обороны немцев на нижнем течении реки Висла[28].
- За отличие в боях при овладении городами Гнев (Меве) и Старогард (Прейсиш Старгард) — важными опорными пунктами обороны немцев на подступах к Данцигу[29].
- За отличие в боях при овладении городом Штольп — важным узлом железных и шоссейных дорог и мощным опорным пунктом обороны немцев в Северной Померании[30].
- За отличие в боях при овладении городом и военно-морской базой Гдыня — важной военно-морской базой и крупным портом на Балтийском море[31].
- За отличие в боях при овладении городом и крепостью Гданьск (Данциг) — важнейшим портом и первоклассной военно-морской базой немцев на Балтийском море[32].
- За отличие в боях при овладении главным городом Померании и крупным морским портом Штеттин, а также занятии городов Гартц, Пенкун, Казеков, Шведт[33].
- За отличие в боях при овладении городами Грайфсвальд, Трептов, Нойштрелитц, Фюрстенберг, Гранзее — важными узлами дорог в северо-западной части Померании и в Мекленбурге[34].
- За отличие в боях при овладении городами Штральзунд, Гриммен, Деммин, Мальхин, Варен, Везенберг — важными узлами дорог и сильными опорными пунктами обороны немцев[35].
- За отличие в боях при овладении городом Росток и Варнемюнде[36].
- За отличие в боях при разгроме берлинской группы немецких войск овладением столицы Германии городом Берлин — центром немецкого империализма и очагом немецкой агрессии[37].
- За отличие в боях при овладении городами Барт, Бад-Доберан, Нойбуков, Барин, Виттенберге и соединении 3 мая с союзными английскими войсками на линии Висмар, Виттенберге[38].
- За отличие в боях при овладении портом и военно-морской базой Свинемюнде — крупным портом и военно-морской базой немцев на Балтийском море[39].
- За отличие в боях при форсировании пролива Штральзундерфарвассер и овладении островом Рюген[40].

## Полк в искусстве
- В 1961 году С. А. Аранович снял документальный фильм о лётчицах полка «Тысяча сто ночей»[41].
- В 1949 году вышла в свет повесть Клары Ларионовой «Штурман Румянцева», в 1963 году она была переработана и опубликована под названием «Звёздная дорога». В них автор рассказала о боевом пути полка, изменив имена и фамилии лётчиц. Прототипом главной героини Кати Румянцевой, по всей вероятности, является Руфина Гашева.
- Короткометражный фильм, режиссёр лётчица  Евгения Жигуленко. «Одни сутки из тысячи ста».
- В 1981 году на киностудии имени М. Горького, Ялтинский филиал, Третье творческое объединение был снят фильм: В небе «Ночные ведьмы», посвящённый истории полка. Режиссёром и соавтором сценария фильма стала  лётчица полка Евгения Жигуленко.
- В фильме В бой идут одни «старики» в основу любовной линии сюжета была положена реальная история лётчицы 46-го полка Героя Советского Союза Надежды Поповой и лётчика 821-го истребительного полка Героя Советского Союза Семёна Харламова.
- В 1985 году художник Сергей Бочаров написал с натуры большое полотно «Групповой портрет летчиц — Героев Советского Союза 46-го гвардейского ночного бомбардировочного авиационного Таманского Краснознамённого и ордена Суворова полка. Ночные ведьмы», холст, масло 200х250 см. Находится в собрании Музея авиации и космонавтики в Москве.
- После окончания войны  Натальей Меклин (Кравцовой), Мариной Чечневой и другими были написаны книги и мемуары о своём боевом пути.
- Наталья Меклин (Кравцова) принята в Союз писателей, за свои произведения о боевых подругах была удостоена серебряной наградой имени Фадеева.
- Голландская рок-группа Hail of Bullets, поющая о Второй мировой войне, посвятила женскому 588-му авиаполку одну из своих композиций.
- Российская женская метал-группа Aella посвятила лётчицам полка композицию «Ночные ведьмы»
- В 2014 году шведская пауэр-метал-группа Sabaton посвятила лётчицам полка композицию «Night Witches» альбома «Heroes», а к 9 мая 2018 года вышел кавер этой песни на русском языке от проекта Radio Tapok. В 2020 году Sabaton выпустила анимационный клип Night Witches (Animated Story Video) про «Ночных Ведьм».
- В 2008—2010 годах издавался французский комикс «Le Grand Duc», героями которого являются лётчицы полка «Ночные ведьмы».
- В 2013 году на Первом канале вышел сериал «Ночные ласточки», посвящённый лётчицам 46-го гвардейского полка.
- В 2014 году в Женеве в рамках празднования 69-й годовщины победы в Великой Отечественной войне труппой театра «Theatre du Tunnel» (первый русский театр, базирующийся за рубежом) совместно с Международным Центром Ломоносов (первый российский университет в Европе) был поставлен спектакль «В небе „Ночные ведьмы“», посвящённый лётчицам 46-го гвардейского полка. Режиссёром-постановщиком выступил художественный руководитель «Theatre du Tunnel» Валентин Валерьевич Стасюк. Роли бесстрашных девушек исполнили студентки Международной Образовательной Программы МЦЛ «Актёрское искусство» и Театрального Института имени Бориса Щукина: Владислава Ермолаева, Екатерина Ходырева, Аксинья Олейник, Наталья Светличнова, Дарья Писарева и Мария Козлова.
- Американская писательница Мэри Клэр Бартлетт посвятила «ночным ведьмам» фантастический роман «Мы правим ночью» (2019), где лётчицы выведены как отряд «жар-птиц»[42][43].
- Татарский писатель Шамиль Ракипов посвятил летчицам полка роман-дилогию под названиями «Звездные ночи» и «О чем грустят кипарисы». Повествование ведется от имени Магубы Сыртлановой — бывшего заместителя командира эскадрильи.
- В компьютерной игре Enlisted имеется возможность игры за коллекционный отряд У2, 588-го ночного легкобомбардировочного авиационного полка, в составе экипажа Мария Смирнова и Татьяна Сумарокова
- В мобильной игре Reverse:1999[англ.] есть советский персонаж Lilya (Лиля), своей предысторией прямо отсылающий на «Ночных ведьм».

## Память

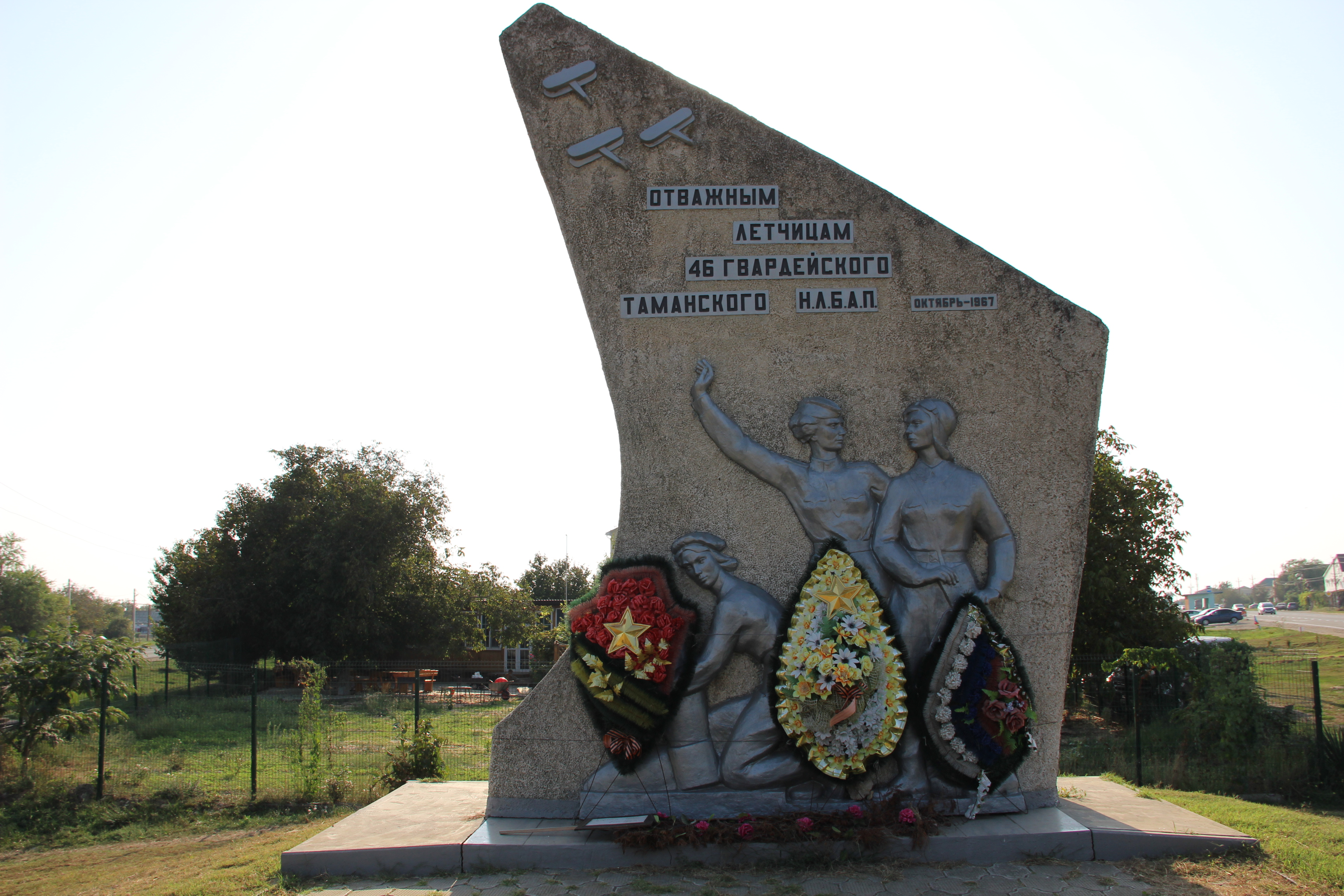
Памятник лётчицам 46-го нбап в посёлке Пересыпь Краснодарского края

- В средней школе № 213 города Москвы 26 мая 1964 года открылся музей Боевой славы 46-го гвардейского ночного легкобомбардировочного Таманского Краснознамённого ордена Суворова женского полка, который действует до сих пор. Площадь экспозиции составляет 47 м², на которых размещено 13 стендов и витрины, а также 4 стола. Собрана библиотека, посвящённая полку.
- Музей 46-го гвардейского ночного легкобомбардировочного Таманского Краснознамённого ордена Суворова женского полка создан в г. Самаре при школе № 105[44].
- Через несколько месяцев после окончания войны женский полк был расформирован, девушки вернулись к мирной жизни, многие продолжили прерванную учёбу. Ежегодно 2 мая и 8 ноября они встречались, пока были живы, в сквере Большого театра в Москве — так решили на последнем собрании полка. Во время этих встреч бывшие гвардейцы рассказывали друг другу о своей жизни, об успехах и трудностях в работе. Вспоминали и боевых подруг, и дни своей тревожной военной юности. Сейчас встречи 2 мая у Большого театра продолжаются- на встречу приходят потомки и родственники летчиц женского полка, а также все желающие и неравнодушные.
- В 2012 году в издательстве «Университетская книга» вышел сборник стихов, которые писали девушки на фронте. Составитель сборника — начальник штаба полка, подполковник в отставке, профессор кафедры физики космоса физического факультета МГУ — Ракобольская Ирина Вячеславовна.
- Имя 46-го гвардейского ночного бомбардировочного авиационного полка носит средняя общеобразовательная школа № 182 города Новосибирска[45]. Так же в этой школе расположен музей истории и памяти данного полка.